# Ribeira de Lois
A ribeira de Lois ou Mota Lois é o principal curso d'água da maior bacia hidrográfica de Timor-Leste em volume d'água. Tem suas nascentes no maciço de Fatu-Mean, correndo então para nordeste até fazer um semicírculo brusco para noroeste e desaguar na costa norte, no estreito de Ombai, 20 km a sudoeste de Maubara, demarcando assim a fronteira natural entre os municípios de Liquiçá e Bobonaro. 
O Lois resulta da reunião de três ribeiras: Be-Bai, que nasce em território indonésio, Marobo, cuja origem fica próxima de Maliana, e a Lau-li que nasce perto de Salvi, a 320 m de altitude. A ribeira de Lois, consoante as regiões que atravessa, é chamada Bancama, no seu curso superior, e Taibu e Bebano no curso médio.
No livro Romance em Timor: o Menino de Lahane a seguinte citação sobre o Lois é feita:
A ribeira Lois ou Mota Lois —  designação em tétum — constitui a principal bacia hidrográfica de Timor. Contribuem para o seu caudal cinco outras ribeiras: a Nunura, que nasce na Indonésia e corre a oeste da planície de Maliana e que conflui com a Bulobo, a leste da mesma planície; a Marobo, da nascente termal do mesmo nome, que conflui com a Garrai, que nasce no Ramelau, e o Gleno que vem da região de Ermera.
É da cordilheira central da ilha que irrompem as principais ribeiras, as quais na época seca tornam-se simples veios da água entre sulcos cavados, mas que na época das chuvas têm caudais impetuosos.